# 스윗 캐롤라인
스윗 캐롤라인 (Sweet Caroline)은 미국 가수 닐 다이아먼드가 작곡하고 연주 한 노래로 1969년 5월 "Sweet Caroline (Good Times Never Seemed So Good) "이라는 제목으로 싱글로 발매되었다. Charles Calello 가 편곡했으며 테네시주 멤피스에 있는 American Sound Studio에서 녹음했다.

## 음악적 영감
2007년 인터뷰에서 Diamond는 자신의 노래에 대한 음악적 영감은 발매 당시 11 세였던 존 F. 케네디의 딸 Caroline 이라고 말했다. 다이아몬드는 2007년 50 번째 생일 축하에서 그녀에게 노래를 불렀다. 2011년 12월 21일에, CBS의 인터뷰에서 The Early Show,, 다이아몬드는 말을 탄 어린 아이 같은 캐롤라인 케네디가 잡지 표지의 사진이라고 말했다. 그 그림을 본후 5년 후에 노래를 만들었다. 그러나 2014년 Diamond는 그 노래가 당시 아내 인 Marcia에 대한 것이라고 말했지만 멜로디에 맞추려면 3 음절 이름이 필요했다. 이 노래는 지속적으로 인기가있는 것으로 입증되었으며 2014년 11월 현재 미국에서 200 만 건 이상의 디지털 다운로드를 판매했다.

## 가사
- 영어 가사

Where it began, I can't begin to knowing
But then I know it's growing strong
Was in the spring
And spring became the summer
Who'd have believed you'd come along
Hands, touching hands
Reaching out, touching me, touching you
Sweet Caroline
Good times never seemed so good
I've been inclined
To believe they never would
But now I
Look at the night and it don't seem so lonely
We filled it up with only two
And when I hurt
Hurting runs off my shoulders
How can I hurt when holding you
One, touching one
Reaching out, touching me, touching you
Sweet Caroline
Good times never seemed so good
I've been inclined
To believe they never would
Oh no, no
Sweet Caroline
Good times never seemed so good
Sweet Caroline
I believe they never could
Sweet Caroline
Good times never seemed so good
- 한글번역

언제부터 사랑이 싹텄는지 알 수 없었지만,
난 그 때 마음 속에 힘차게 타오르고
있는 줄 알고 있었어요.
그 때가 봄이었을 거예요
그리고는 금방 여름이 왔었는데,
그 누가 생각이나 할 수 있겠어요?
당신이 제게 나타난 사실을,
우린 곧 손을 서로 맞잡게 되었고,
서로를 원했지요.
당신은 나에게 안기고 싶어했고,
나는 당신을 감싸 안았지요.
사랑스런 케롤라인,
옜날에는 좋더라도 이렇게 좋지는 않았던 것 같았고,
제겐 이런 멋진 날들이 절대 없을 거라고 믿었거든요
그러나 이제
밤이 되어도
그렇게 쓸쓸하지 않아요
이 밤을 우리 단 둘이 지내니까요.
그리고 요새는 마음이 아프더라도
그런 고통은 어깨너머로 금방 사라져 버린답니다.
당신을 안고 있는 데,
무슨 마음의 고통이 있겠어요?
따듯한 감촉을 느끼려고
손을 뻗으면
당신은 나의 손을 더듬고
난 당신을 어루만질 겁니다.
사랑스런 케롤라인,
이렇게 멋진 시간을 가진 적이 전에 없었어요.
제겐 이런 멋진날들이 절대 없을거라고 믿었거든요
절대로 없을 거라고
사랑스런 케롤라인
전에는 이렇게 멋진시간을 가진적이 없었던것 같아요
사랑스런 케롤라인,
이런 멋진 만남은 절대 없을 거라고 믿었거든요
사랑스런 케롤라인

## 공연
이 노래는 1969년 8월 16일로 끝나는 주에 Billboard  1969년 8월 18일에 RIAA 로부터 100 만 장의 판매로 금메달 을 획득했다.  "Sweet Caroline"은 미국 Easy Listening 차트에서 58 개 항목 중 첫 번째 항목으로 3 위를 기록했다.
1969년 가을, Diamond는 여러 TV 프로그램에서 "Sweet Caroline"을 공연했다. 나중에 1971년 3월 영국 싱글 차트에서 8 위에 올랐다.

## 스포츠에서 사용

### 미식축구
내셔널 풋볼 리그의 캐롤라이나 팬서스는 1996년부터 Charlotte의 모든 홈 경기에서 이 노래를 연주했다. 2020년에 Panthers는 COVID-19 전염병의 모든 일선 근로자를 기리기 위해 빈 뱅크 오브 아메리카 스타디움에서 노래를 연주했다.

### 야구
이 노래는 메이저 리그 야구의 보스턴 레드삭스의 홈구장인 펜웨이 파크에서 적어도 1997년부터 불리었고 2002년부터는 매 경기마다 8회 중반에 불리었다. 그리고 펜웨이 파크에서 열린 2010 시즌 개막 날 밤,이 노래는 다이아몬드가 직접 라이브로 공연했다.
2007년 인터뷰에서 Diamond는 자신의 노래에 대한 음악적 영감은 발매 당시 11 세였던 존 F. 케네디의 딸 Caroline 이라고 말했다. 다이아몬드는 2007년 50 번째 생일 축하에서 그녀에게 노래를 불렀다. 2011년 12월 21일에, CBS의 인터뷰에서 The Early Show,, 다이아몬드는 말을 탄 어린 아이 같은 캐롤라인 케네디가 잡지 표지의 사진이라고 말했다. 그 그림을 본후 5년 후에 노래를 만들었다. 그러나 2014년 Diamond는 그 노래가 당시 아내 인 Marcia에 대한 것이라고 말했지만 멜로디에 맞추려면 3 음절 이름이 필요했다. 이 노래는 지속적으로 인기가있는 것으로 입증되었으며 2014년 11월 현재 미국에서 200 만 건 이상의 디지털 다운로드를 판매했다.

### 축구
북아일랜드 축구 국가대표팀의 팬들은 이 노래를 2005년 잉글랜드를 물리 친 후 경기 후 경기장 축하 행사에서 연주 된 후이 노래를 애국가로 채택했다. 그러나 윈저 파크에서 20년 동안 팬이 좋아하는 곳이다.  이 노래는 그 이후로 홈 게임에서 사용되었으며 특히 UEFA 유로 2016에서 사용되었다.
2021년 6월 29일, UEFA 유로 202016 강전에서 잉글랜드 축구 국가대표팀이 독일 축구 국가대표팀을 2-0으로 이긴 후 웸블리 스타디움에 참석 한 4 만 관중 가운데 수많은 잉글랜드 서포터들이 남아서 공동으로 노래를 불렀다. 덴마크와의 준결승 2-1 승리 후, 잉글랜드 선수들은이 노래를 연주하고 거의 애국가로 채택하면서 관중을 이끌었다.
독일에 55년 억눌려 왔던 열등의식을 해소한 준준결승 직후 웸블리 구장의 디스크자키 토니 패리는 원래 1998년 월드컵 응원가였던 팻 레스의 빈달루(Vindaloo)를 틀려던 것을 갑자기 이 노래로 바꿨다. 그는 토크스포츠 인터뷰를 통해 “감이 딱 왔다. 나중에는 독일 팬들까지 목청껏 불러제쳤다. 모든 팬들이 좋아할 수 있는 노래다. 경기 감독관이 이어폰을 통해 내게 ‘세상이 18개월 동안 닫혀 있었잖아. 이제 마음껏 놀아보자구’라고 속삭이더라’고 털어놓았다.
유로 1996에서 공식 채택된 뒤 잉글랜드 대표팀의 경기 직후에는 늘 ‘삼사자(Three Lions)’가 불렸는데 이제 이 노래로 대체될지 모르는 상황이 됐다. ‘삼사자’ 작사자인 프랭크 스키너는 “그 노래가 내 노래보다 조금 더 나은 것 같다. 대표팀은 독일을 물리쳤고, 난 연장전에서 다이아몬드에게 진 것 같은 느낌이 들었다”고 털어놓았다.
영국 일간 텔레그래프에 따르면 다이아몬드는 독일과의 준준결승 직후 자신의 노래가 떼창으로 불린 것에 전율을 느꼈다며 덴마크와의 준결승을 앞둔 잉글랜드에 행운이 가득하길 기원하겠다고 밝혔단다. 25년 전 독일과의 대회 준결승 승부차기 실축의 아픔을 간직하고 있는 개러스 사우스게이트 현 잉글랜드 감독은 덴마크와의 준결승을 앞두고 ITV 인터뷰를 통해 “닐 다이아몬드를 물리치긴 어렵다. 정말로 즐거워지는 노래다. 내 생각에 이 노래는 사람들을 한데 묶어준다”고 말했다.

### 테니스
2018년 호주 오픈 여자 단식 결승전에서 카롤리네 보즈니아키가 우승한 뒤 트로피 세레머니에서, 그리고 2020년 은퇴 전 호주 오픈에서의 마지막 경기 후 관중들이 이 노래를 불렀다. 보즈니아키의 퍼스트 네임이 Caroline이고 이는 캐롤라인과 같은 철자이기 때문이다.